# Padre de los cielos

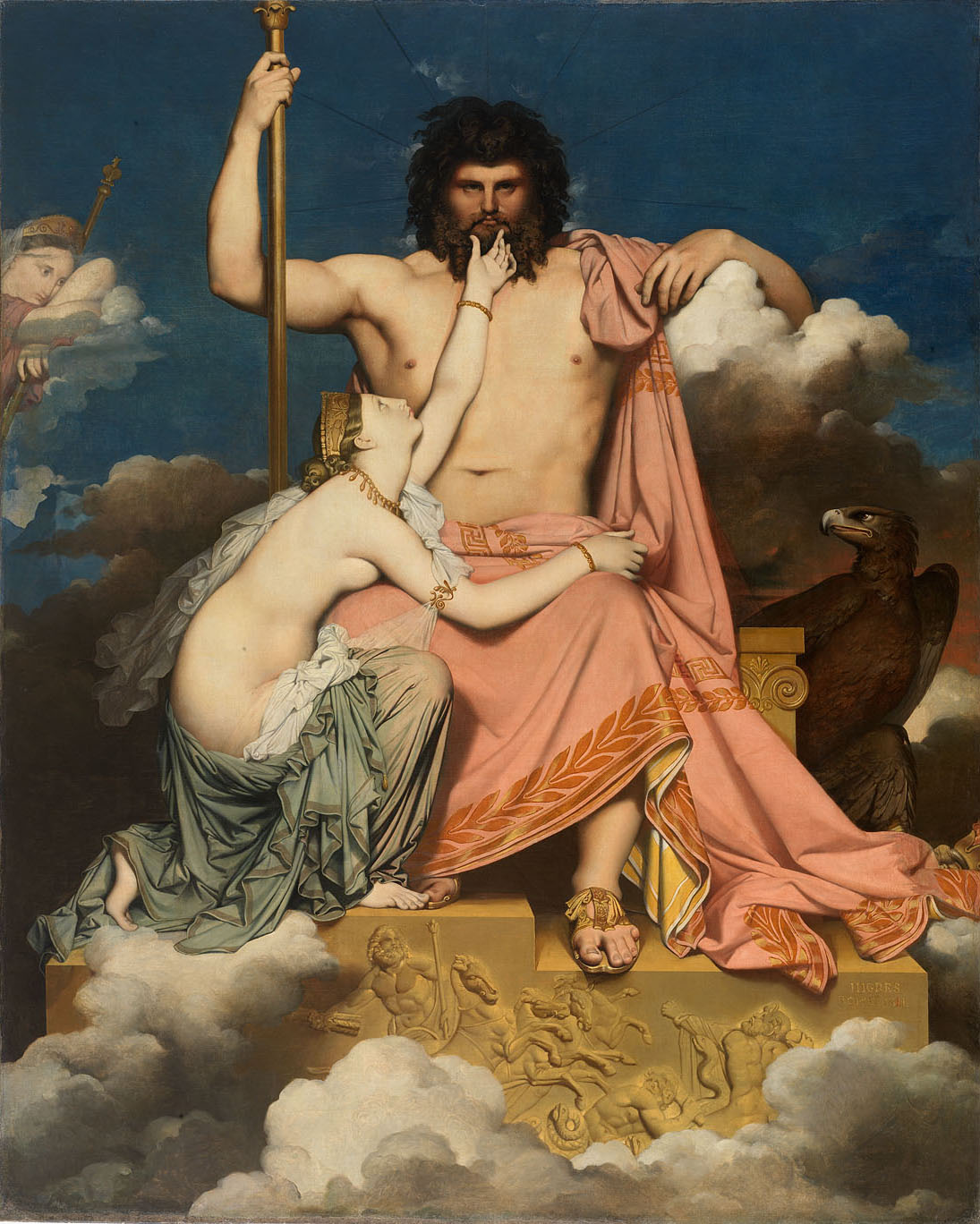
Júpiter, la deidad del cielo de la antigua Roma y Tetis

En mitología comparada, padre de los cielos, padre cielo o padre celestial es un término para un concepto recurrente en religiones politeístas sobre un dios del cielo al que se le llama «padre», a menudo el padre de un panteón y, con frecuencia, un actual o previo rey de los dioses. En ocasiones, también se asume que el concepto de «padre del cielo» incluye a dioses solares con características similares, como por ejemplo Ra. El concepto es complementario a una «madre tierra».
«Padre de los cielos» es una traducción directa del védico Dyaus Pita, que desciende etimológicamente del mismo nombre de deidad protoindoeuropea que el griego Zeû Pater y el romano Júpiter y el germánico Týr, Tir o Tiwaz, todos reflejando el mismo mombre de la deidad protoindoeuropea, *Dyēus Ph₂tḗr. Hay que señalar que si bien hay numerosos paralelismos alegados desde fuera de la mitología indoeuropea, hay excepciones (p. ej., en la mitología egipcia, Nut es madre de los cielos y Geb es el padre tierra).

## En la mitología histórica
- En la mitología mesopotámica, An o Anu, (en sumerio: 𒀭 AN, «cielo, cielos») es la deidad padre del panteón sumerio y asirio-babilónico, así como la deidad tipo Padre de los Cielos de la que se tenga registro.
- Mitología indoeuropea
  - En el panteón védico temprano, Dyaus Pita «Padre de los cielos» aparece ya en una posición marginal, pero en mitología comparada a menudo se le reconstruye como si hubiera estado junto a Prithvi Mata «Madre tierra» en tiempos prehistóricos.
  - En la Antigua Roma, el padre de los cielos, o dios del cielo, era Júpiter (Zeus, Ζεύς, en la Antigua Grecia), a menudo representado por pájaros, usualmente el águila o el halcón, y nubes u otros fenómenos celestes. Epítetos incluían «Dios celestial» y «Recolector de nubes».
  - Urano era el dios griego primordial de los cielos.
  - Dagr es la personificación del cielo iluminado por el día en las tradiciones nórdicas.
  - Perun en las mitologías eslavas
  - Diepatura en la mitología iliria
  - Dievas en la mitología báltica
- Ukko en la mitología finesa
- En la mitología maorí, Ranginui era el padre de los cielos. En este relato, el padre cielo y la madre tierra Papatūānuku, se abrazaron y tuvieron hijos divinos.
- Wākea es un padre de los cielos en la mitología hawaiana.
- En las mitologías de los nativos americanos y las religiones nativas americanas, el padre de los cielos es un personaje común en mitos de la creación.[2]
- En China, en el taoísmo, 天 (tian), que significa cielo, se asocia con la luz, lo positivo, masculino, etc., mientras que 地 (di), que significa tierra, se asocia con la oscuridad, lo negativo, femenino, etc.
  - Shangdi上帝 (en Hanyu Pinyin: shàng dì) (literalmente «Rey de lo Alto») era un Dios supremo adorado en la antigua China. También se usa para referirse al Dios cristiano en la versión en mandarín estándar de la Biblia.
- Zhu, Tian Zhu 主, 天主 (lit. «Señor» o «Señor de los cielos») se traduce de la palabra inglesa «Lord», que es un título formal del Dios cristiano en las iglesias cristianas de China continental.
  - Tian 天 (literalmente, «cielo» o «cielos») se usa tanto para referirse al cielo como a una personificación del mismo. Si posee sensibilidad en la encarnación de un ser omnipotente y omnisciente es cuestión de debate entre lingüistas y filósofos.
- Tengri, «cielo», dios principal de la religión primitiva de los pueblos túrquico y mongol.
- En el Antiguo Egipto, Horus era gobernante del cielo. Se le representaba como un hombre con cabeza de halcón. No es raro que las aves representen el cielo en las religiones antiguas, debido a su capacidad para volar. No obstante, en la mitología egipcia el cielo se percibía como la diosa Nut .
- En lo que en la actualidad es Colombia, los Muiscas (mitología Muisca) solían adorar a Bochica como padre de los cielos.[3]
- «Taevaisa» (Taevas = cielo, isa = padre) es la palabra con la que los adherentes en Estonia de las creencias neopaganas Maausk (fe de la tierra) y las creencias nativas de Taara se refieren a Dios. Si bien ambas ramas de la religión estonia original, son panteístas, el cielo tiene un lugar definido e importante en el sistema de creencias estonio antiguo precristiano. Todas las cosas son sagradas para quienes practican la fe de la tierra, pero la idea de un padre celestial, entre otras «sacralidades», es algo de lo que todos los estonios son muy conscientes. En la historia más reciente, tras la llegada del cristianismo, las ideas de un padre del cielo y «un padre que está en el cielo» se han fusionado un poco. De una forma u otra, la frase «taevaisa» sigue siendo de uso común en Estonia.
- El Liber Sancti Iacobi de Aymeric Picaud narra que los vascos llamaban Urcia a Dios, palabra que se encuentra en compuestos para los nombres de algunos días de la semana y fenómenos meteorológicos.[4][5] El uso actual es Jaungoikoa, que puede interpretarse como «el señor de lo alto». La gramaticalidad imperfecta de la palabra lleva a algunos a conjeturar que se trata de una etimología popular aplicada a jainkoa, ahora considerado un sinónimo más corto.